# Historiska bränder i Hakarps socken

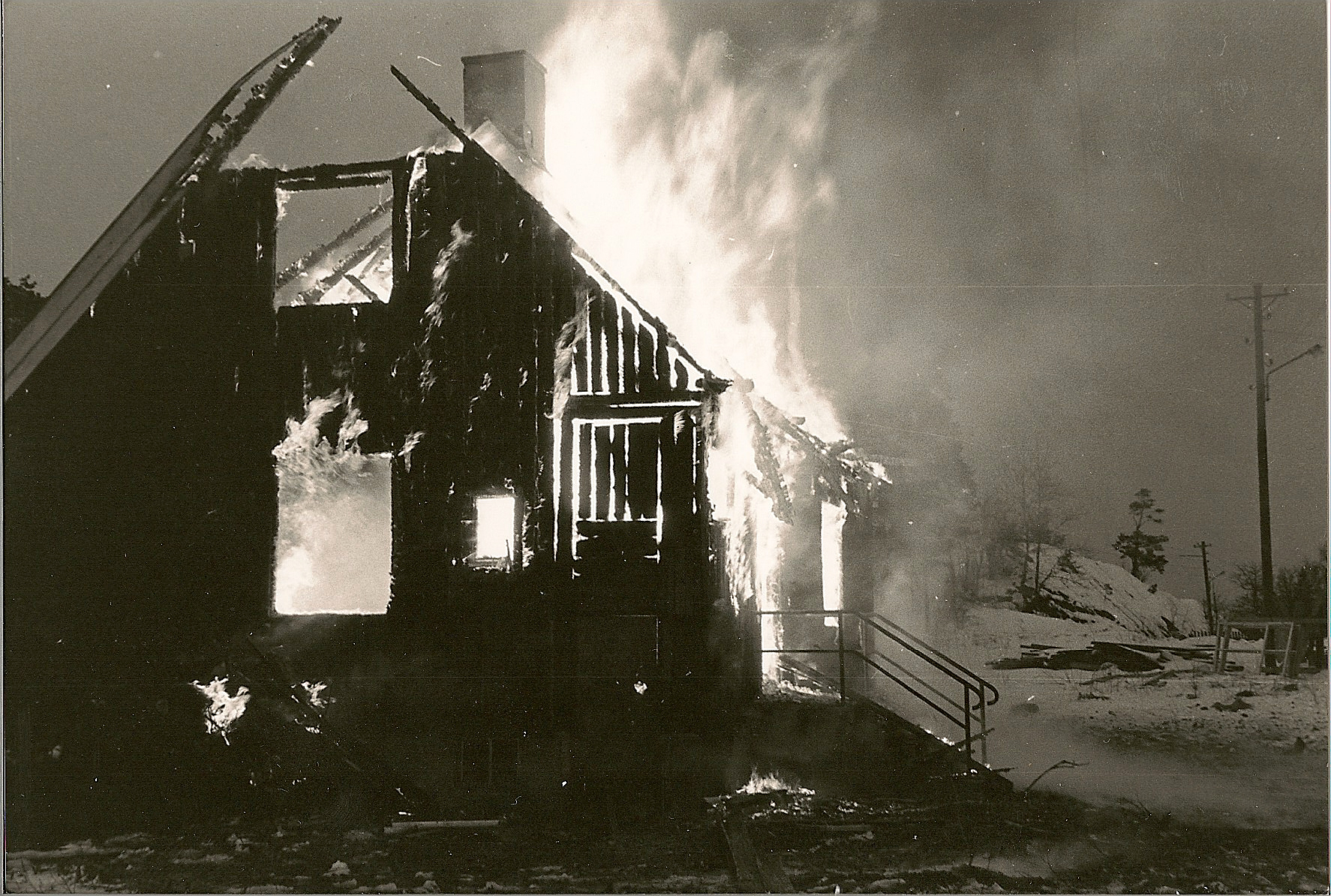
Brand i torpet Hagen i Hakarps socken.

Flera gånger har bränder drabbat Hakarps socken och vållat stor ödeläggelse. Dödsfall har dock varit ovanliga i samband med bränder, bara två gånger har det inträffat. Istället har de ekonomiska förlusterna varit stora och orsakat fattigdom och arbetslöshet vid fabriksbränder. Några av bränderna har rubricerats som mordbrand, medan andra är en följd av åskväder eller explosioner. En brand på Hakarpsvägen avsåg att bränna inne de romer som var inneboende i byggnaden. Ingen av dem skadades dock. De två dödsfallen inträffade några år senare i samma byggnad.
Hakarps socken hade tidigare en brandkår, vilken kom till i och med att det blev lagkrav på kommuner att ha en brandchef och brandstyrelse. Den 1 januari 1944 började man sin verksamhet, och som brandbil fungerade en A-Ford. Brandkåren upplöstes 1 juli 1946, men brandstyrelsen finns kvar.

## Bränder på 1700- och 1800-talet
1798 brann brygghuset på Hakarps prästgård ner, vilket senare ersattes med ett nytt.
1817 brann Kämparps mangårdsbyggnad ned. Byggnaden var en tvåvåningsbyggnad under organisten Johan Hagströms ägo. Alla ägodelar förlorades, vilket fick övriga invånare i Hakarps socken att återuppföra en byggnad utan Hagströms bekostnad.
Tidigt på morgonen den 15 november 1864 ödelades hela Stensholms Pappersbruk av en brand. Det säkerställdes aldrig vad som orsakade branden, men man trodde att det var en tändsticka. Eftersom byggnaderna och vad som fanns inuti dem var försäkrade för 140 000 kronor hade man råd att åter bygga upp fabriken, som stod klar i maj 1866. Branden medförde att den nya byggnaden blev effektivare och säkrare. Den 23 november 1889 utbröt dock återigen en eldsvåda i pappersbruket, som ödelades även denna gång. Branden orsakades av en fotogenlampa vars flammor antände en korg med pappersrester från en skärmaskin och orsakade en explosion. Eldsläckningsutrustningen som fanns på platsen igångsattes omedelbart och sprutor kom från både Ebbes bruk och Husqvarna vapenfabrik och från Hakarps kyrka, med 500 man som arbetade med att släcka elden. Vid midnatt hade man kontrollerat branden, men skadorna som åstadkommits, med två förstörda turbiner, en förstörd holländare, pappersmaskin, glättmaskin, skärmaskiner och annan teknisk utrustning. När bruket förstördes höll man precis på att elektrifiera det och hade elektrifieringen avslutats en vecka tidigare hade branden aldrig inträffat. Branden medförde en stor arbetslöshet i Hakarps socken och därmed större fattigdom. Vapenfabriken köpte upp resterna av bruket för 58 000 kronor och man skulle bygga upp en verkstadsindustri. Skandia gav 150 kronor per arbetare på Husqvarna för deras insats när pappersbruket brann och dessa pengar överlämnades till de då arbetslösa arbetarna på pappersbruket i givmildhet.
Den 14 juni 1873 drabbades Ebbes bruks kvarn och såg av en brand och två grisar brändes inne. I februari 1887 brann shoddyfabriken på Jutaholm ned. Arbetare på Ebbes Bruk hjälpte till att släcka elden och med deras hjälp lyckades man rädda ett magasin. Efter sommaren samma år hade man därför lyckats återställa fabriken och åter erbjuda shoddy på marknaden. Runt halv två på natten den 5 april 1895 innebrann två par oxar, tio kor, en tjur, en kviga, tre kalvar, 20 får och drygt 30 höns vid en mordbrand i Svineryd. Man lyckades rädda en häst. Alla människor överlevde. Detta var den andra mordbranden på samma gård; den förra hade ägt rum i februari samma år men släckts av ett snöras. Den misstänkte, en sinnesförvirrad kvinna, fälldes dock inte av Tveta, Vista och Mo häradsrätt men förklarades sinnessjuk och togs in på sjukhus.
Natten mellan den 7 och 8 februari 1896 inträffade en trolig mordbrand i Knutstorp där två ladugårdar brann ner. Man tror att det var mordbrand eftersom ladugårdarna stod så långt bort ifrån varandra att gnistor från elden omöjligt kan ha flugit mellan dem. Man misstänkte en av gårdens arrendatorer som hade lämnat falska förehavandeuppgifter från brottsnatten. De båda ladugårdarna hade ett försäkringsvärde på 1 400 respektive 1 000 kronor.

## Bränder på 1900-talet

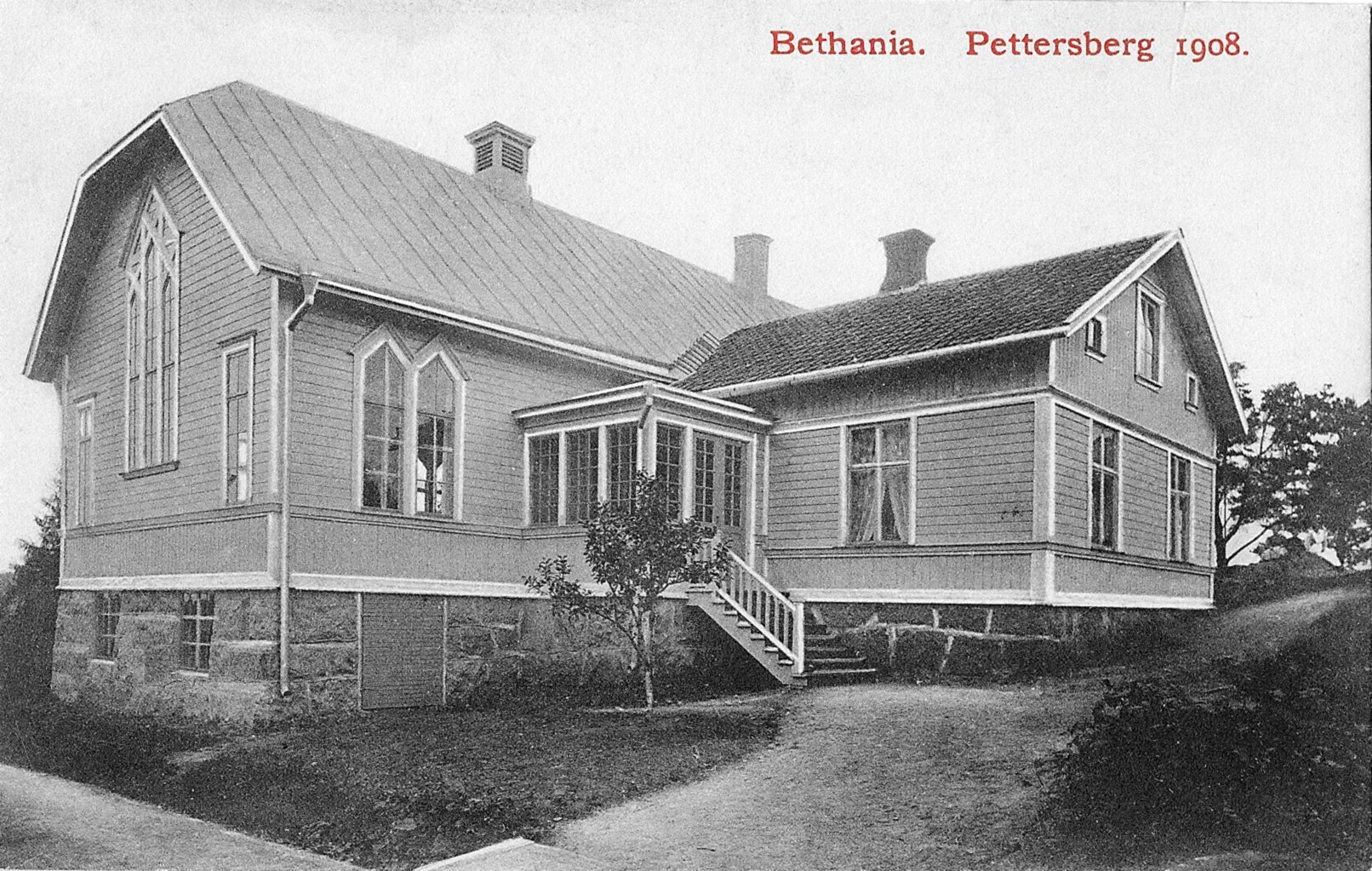
Bethania, det hus i Stensholm som utsattes för mordbrand 1982.

1900-talet innebar många bränder i Hakarps socken. Både mordbränder och bränder orsakade av åska var vanliga. Ytterligare en brandkälla var de nya anordningar för uppvärmning som installerades i och med elektrifieringen av samhällena. Dessa bränder drabbade framförallt bostäder och lokaler och åska och mordbränder drabbade ofta ladugårdar och mangårdsbyggnader.
Ebbes bruk brann flera gånger under 1900-talet; 1931, 1940 och 1962. Den första branden inträffade natten den 19 december 1931 i gjuteriet. En besättning brandmän på 10 man och en motorspruta kom efter larmande av disponenten Oskar Bergström, för att bekämpa elden. Branden började förmodligen i smältugnen i gjuteriet och gjuteriet var övertänt när brandmännen anlände. Brandposterna var frusna, så man fick ta vatten från en bassäng som tillhörde bruket. Ytterligare en brandbil med sex man kom från Jönköping och man använde även Jutaholms damm och trots övertändningen lyckades man hålla branden kvar i gjuteriet. Elden var släckt vid fyra på morgonen. Förråd lyckades man rädda, men brätt och modeller gick förlorade, även om modellförrådet räddades och inte heller verkstäder och kontor skadades. Man bestämde sig att återuppföra gjuteriet, då produkterna var efterfrågade.
Den 9 februari 1940 kom dock bruket att brinna ner helt och hållet. Branden berodde på en exploderad blåslampa och alla byggnader, av trä, brann ner. Brandposterna var genomfrusna, på grund av närmare -30°C föregående natt. All Huskvarnas brandpersonal jämte brukets egen brandpersonal kämpade för att släcka elden och Jönköpings brandkår anslöt med två brandbilar och en tankvagn. Kontorsanställda arbetade frenetiskt med att rädda viktiga handlingar till disponentbostaden och en del hann sparas innan även det brann ner. Man lyckades rädda kraftstationen. Nästan alla verkstäder brann ner, såsom lagerlokaler och kontor. Halva gjuteriet gick dock att rädda jämte modellförrådet och emaljverkstaden. 120 anställda blev utan jobb och försäkringspengarna täckte inte förlusten. Man hade planer på att förflytta verksamheten till de nuvarande "Lekerydstågen" utmed Huskvarnaån, men detta blev inte gjort, utan istället uppfördes nya byggnader på den ursprungliga fabrikstomten. Den 9 november 1962 kom dock fabriken att drabbas än en gång. På grund av att den som larmade inte kunde tala svenska tog det lång tid innan brandkåren anlände, men efter ett tag kom cirka femtio man. Kontoret, renseriet, packen och förrådet brann ner och emaljeringsverkstaden blev svårt skadad. Branden uppstod förmodligen ur en gnista från en kupolugn. Viktiga handlingar fanns kvar i det nerbrunna kontroret, likaså viktiga modeller. Återigen byggdes allt upp och produktionen fortgick till 1966 när den förflyttades till Oskarshamn.
Tre mordbränder finns rapporterade från 1900-talet; 1946, 1982 och 1985. 1946 brann en mangårdsbyggnad i Ingelycke ned. Ingen var hemma vid branden, men byggnaden gick inte att rädda, trots insatser från både Hakarps och Huskvarnas brandkårer. Drängen "Dubbel Erik" hade avskedats två dagar tidigare, men det kunde aldrig bevisas att han ansvarade för branden. 10 april 1982, natten till påskafton, sätter några ungdomar eld på Hakarpsvägen 82, Anneberg, Petersberg, då en familj romer är inneboende i huset. Ingen av de sju personer som finns i huset dör och ungdomarna får tre månaders fängelse. Exakt samma hus brinner den 27 maj 1985. I denna brand omkommer två män, som brandkåren inte hinner rädda.
Man vet om två gånger som blixtar har orsakat bränder; 1954 och 1981. 1981 brann Hökhult, men hann släckas innan den brann ner. 1981 brann två gårdar till följd av ett häftigt åskväder. Baggarp och Glasberga brinner båda. I Baggarp lyckades sju kreatur räddas, men resten brann inne. Ägaren var då inte hemma. I Glasberga fanns inga djur när ladugården brann. Gastuber i byggnaden exploderade och det var därför riskfyllt att släcka byggnaden. Dessa båda byggnader brann ner till grunden. Utöver dessa har flera bränder aldrig fått sin orsak uppklarad. Exempel på detta är Konsum-byggnaden i Hakarp 13 maj 1938 och Göransbergs gård den 24 mars 1964 där en skördetröska värd 26 000 kronor förstörs. Cigarettfimpar kan ha orsakat Göransbergsbranden.

### Bränder i Carlfors bruk
Flera gånger har Carlfors bruk drabbats av bränder. Trots detta har produktionen fortgått och fortfarande producerar bruket metallpulver. För att öka säkerheten har man vidtagit flera åtgärder. Den 3 oktober 1931 förstördes bruket nästan helt. En explosion orsakade branden. Två personer, Sigvard Gustafsson, född 1910 och T. Hinas, född omkring 1912, skadades, om än dock lindrigt. Försäkringspappren brann upp, men maskinerna beräknades ha ett värde på mellan 50- och 60 000 kronor. En beräkning av kostnaderna att återuppbygga fabriken sade att det skulle kosta 25 000 kronor. Trots att många tvivlade på lönsamheten i att bygga upp fabriken igen bestämde sig disponent Einar Björklund för att göra det.
22 augusti 1947 brann bruket igen. Ett par ton metallpulver brann upp och ytterligare en del utrustning. Fyra män skadades, två med svåra brännskador. Byggnaderna som brann behöll sin betongstomme men resten hade skjutits iväg av explosionerna. Skadesumman beräknades uppgå till 48 270 kronor. En kurva som skurit sig mot en järnstång hade gjort att pulvret hade antänt. 19 december 1947 brann en tvåvåningsbyggnad. Ingen skadades, men branden beräknades ha skadat till en summa av 34 471 kronor. Den 6 december 1948 brann det igen, den fjortonde branden i företagets då femtioåriga historia. 3 november 1976 uppstod en brand som dock snabbt släcktes utan större skador. Den 3 maj 1991 överhettades en aluminiumpulverbehållare. Detta gick inte att släcka, men branden lugnade ner sig själv. Flera bränder har sedan dess uppstått, men på grund av den beredskap som finns och de åtgärder som tas har inga större skador uppstått. Personalen utbildas kontinuerligt i brandsäkerhet och en beredskapsstyrka har iordninggjorts. Automatiska skumsprutare finns i rör i taket. En traktor med sand finns för att släcka brandfarliga pulverbehållare. Denna säkerhet gör att det väldigt sällan brinner idag och att eventuella bränder inte åsamkar större skador.

## Brandförsvar

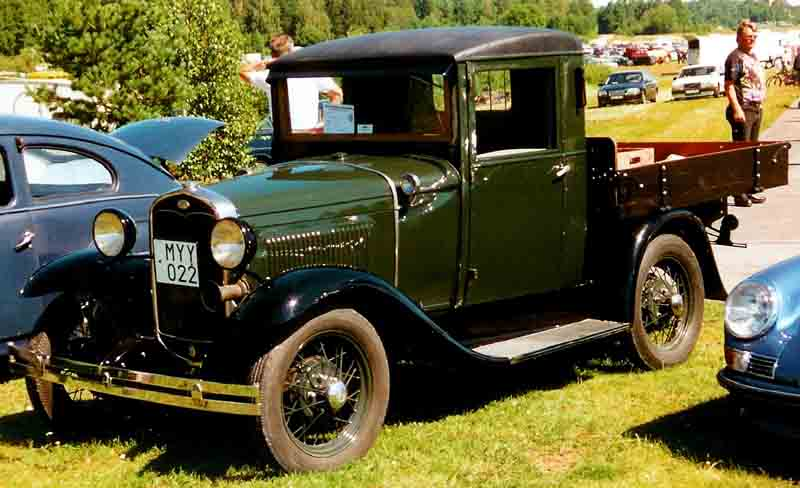
En A-Ford av liknande modell tjänstgjorde som brandbil.

År 1930 upprättades ett avtal mellan Hakarps kommun och Huskvarna om att Huskvarnas brandkår skulle hjälpa till att släcka bränder i Hakarps socken, vilket fanns kvar till 1941. Det har i Hakarps socken under 1940-talet funnits en kommunalt bekostad brandkår, som kom till då Luftskyddsinspektionen uppstod i samband med andra världskriget. Inspektionen innehöll en avdelning för brandteknik som skulle ha koll på landets brandväsende och skogsbrandsskydd. En av uppgifterna var att köpa in motorsprutor och slangar. De olika kommunerna fick därigenom 2 000 sprutor att förfoga över mellan 1939 och 1942, vilket bidrog till att allt fler brandkårer startade och att effektiviteten i dessa ökade. Lagen i samband med detta förändrades till att varje kommun skulle tillhandahålla en brandchef. 1943 startade en utbildning av brandbefäl i Jönköping och kommunfullmäktige i Hakarp bestämde att anmäla en deltagare, Oscar Franzén. En brandfogde utsågs och en vice likaså. En brandstyrelse skulle finnas i varje kommun och ledamöter till denna utsågs 1943. 1 000 kronor ställdes till styrelsens förfogande. Det beslutades att styrelsen skulle ingå i Jönköpings Läns Brandkårsförbund från den 1 januari 1944 när brandkåren i Hakarps socken skulle träda i verksamhet. Våren 1944 ansökte styrelsen om 8 900 kronor i anslag, varav 5 400 skulle gå till brandmaterial, 2 775 till löner och 775 kronor till försäkringar, brandsyn, bensin och liknande. Styrelsen var placerad på Ebbes bruk. Brandstationen var en byggnad i Ebbesbacken, där Ebbesvägen ansluter till Ådalsvägen och bestod av två våningar. Som brandbil fungerade godstransportlastbilen, en A-Ford av 1931 års modell i olivgrön färg. Man satte fast motorsprutan på bilens dragkrok.
År 1946 diskuterade man eldsläckningsavtalet med Huskvarna. Brandstyrelsen upprättade då ett förslag, som sade att Huskvarna stads brandkår skulle stå för eldsläckningen i Hakarps kommun från och med den 1 juli 1946. Den årliga avgiften för detta blev 4 000 kronor och kommunen behövde därmed inte hålla sig med en egen brandkår. Kommunen var dock tvungen att även fortsättningsvis ha en brandstyrelse och brandchef, göra brandsyn av fastigheter och sota.